# Park Narodowy Sassen-Bünsow Land
Park Narodowy Sassen-Bünsow Land (norw. Sassen-Bünsow Land nasjonalpark) jest położony na Spitsbergenie. Został otwarty 26 września 2003 roku. Zawiera lodowce i doliny polodowcowe. Jeden z najwyższych wodospadów na Svalbardzie znajduje się w Eskerdalen (Dolina Esker) na terenie parku. Wewnątrz parku są też obszary tundrowe, które są siedliskami dla reniferów.

## Literatura dodatkowa
- Stein P. Aasheim: Svalbard. Gyldendal, 2008, seria: Norges nasjonalparker. ISBN 978-82-05-37128-6. (norw.). Brak numerów stron w książce